# Gerd Walter
Gerd Walter (ur. 26 kwietnia 1949 w Lubece) – niemiecki polityk, samorządowiec i politolog, od 1979 do 1992 poseł do Parlamentu Europejskiego I, II i III kadencji, od 1992 do 2000 minister w rządzie krajowym Szlezwika-Holsztynu.

## Życiorys
Studiował politologię na uczelniach w Berlinie i Hamburgu, gdzie uzyskał magisterium. Pracował jako redaktor gazet w Lubece i Kilonii, m.in. w „Lübecker Morgen”. Od 1975 do 1979 uczył politologii w Gustav Heinemann Bildungsstätte, centrum edukacyjnym dla dorosłych w gminie Malente.
W 1968 wstąpił do Socjaldemokratycznej Partii Niemiec. Był wiceprzewodniczącym (1975–1985) i przewodniczącym (1987–1991) struktur ugrupowania w Szlezwiku-Holsztynie. Od 1991 do 1993 zasiadał także w jego władzach federalnych, od 1994 pozostawał rzecznikiem SPD ds. krajów nadbałtyckich. W 1979, 1984 i 1989 był wybierany posłem do Parlamentu Europejskiego. Dołączył do grupy socjalistów, wchodził w skład jej prezydium (1984–1991). W Europarlamencie należał m.in. do Komisji ds. Kwestii Politycznych. Od 1994 do 2002 pozostawał członkiem Komitetu Regionów.
W maju 1992 zrezygnował z mandatu, przechodząc do rządu krajowego Szlezwika-Holsztynu. W rządach Björna Engholma i Heide Simonis sprawował funkcje ministra ds. europejskich i federalnych (1992–2000) oraz ministra sprawiedliwości (1996–2000). W 2000 odszedł z władz landu, gdy jego resorty przypadły koalicjantowi SPD. W tym samym roku podjął pracę na stanowisku kierowniczym w firmie drukarsko-wydawniczej powiązanej z partią, zaś w 2015 zasiadł w radzie nadzorczej fundacji Bundeskanzler-Willy-Brandt-Stiftung.
Jest żonaty.